# Bifobia

Flaga dumy biseksualnej

Bifobia – różne formy negatywnego nastawienia względem osób biseksualnych jako jednostek oraz jako grupy społecznej. Może ono obejmować uprzedzenie, dyskryminację, stereotypy (na przykład przekonania, że osoby biseksualne są rozwiązłe i nieuczciwe) oraz nadużycia połączone z nastawieniami i uczuciami od pogardy do wrogości. Osoby o dowolnej orientacji seksualnej mogą doświadczać bifobii lub ją powielać.

## Etymologia
„Bifobia” jest zbitką wzorowaną na słowie „homofobia”. Składa się z przedrostka bi- (co oznacza „dwa”) od wyrazu „biseksualność” i przyrostka „-fobia” (z gr. φόβος, phóbos, „strach”), obecnego w słowie „homofobia”. Wraz z określeniami „transfobia” i „homofobia” należy do rodziny terminów odnoszących się do nietolerancji i dyskryminacji osób LGBT. Forma przymiotnikowa „bifobiczny” opisuje rzeczy lub cechy związane z bifobią.
Bifobia nie musi być fobią zdefiniowaną w psychologii klinicznej (tj. zaburzeniem lękowym). Znaczenie i zastosowanie tego słowa są zwykle analogiczne do ksenofobii.

## Przejawy

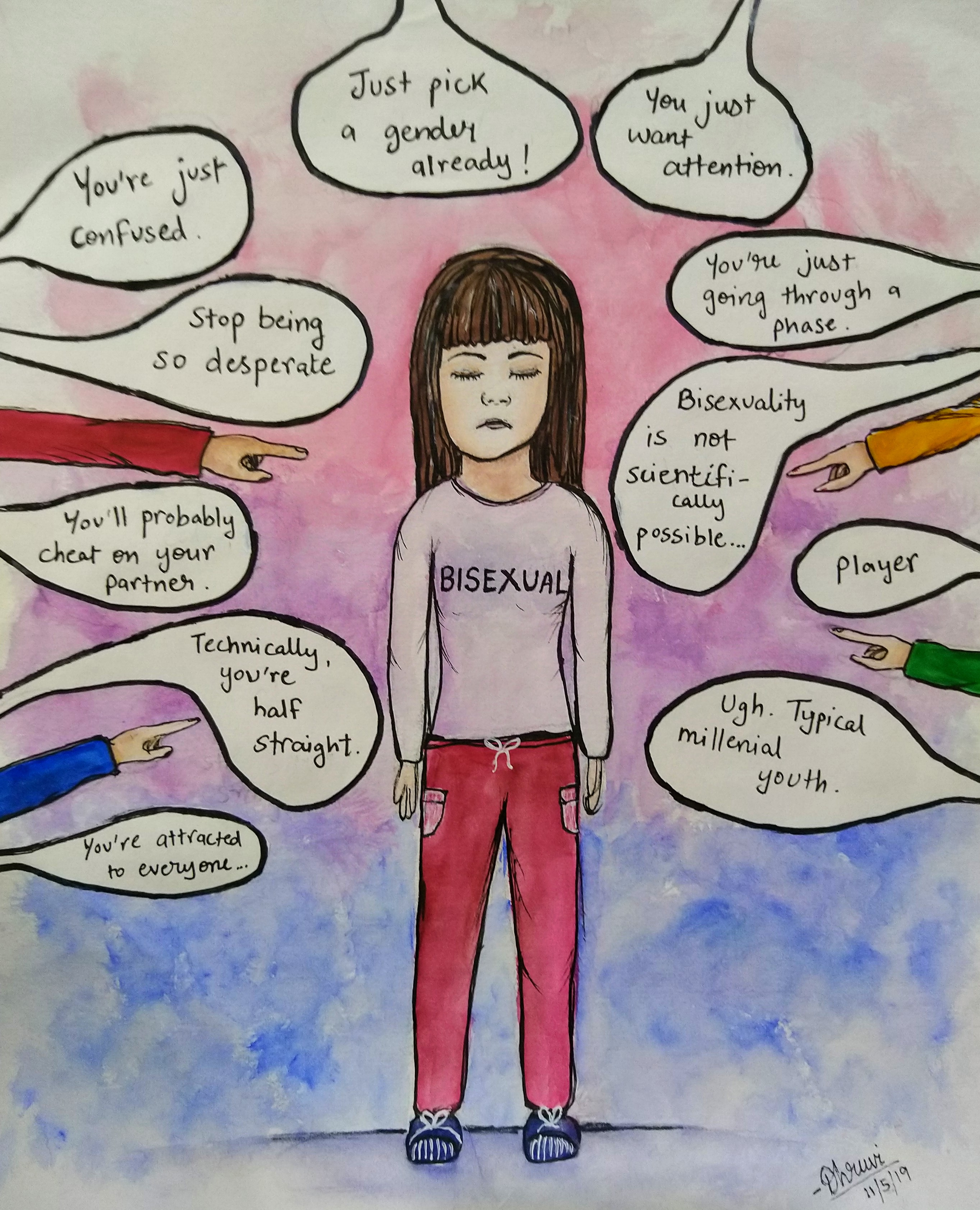
Przykłady typowych dyskryminujących sformułowań używanych wobec osób biseksualnych

### Zaprzeczanie i wymazywanie istnienia biseksualizmu
Przejawem bifobii jest pogląd, że biseksualność nie istnieje, a ludzie, którzy identyfikują się jako biseksualni, nie są naprawdę biseksualni, lub że zjawisko to jest znacznie mniej powszechne niż się uważa. Może to wynikać z heteroseksistowskiego przekonania, że heteroseksualność jest jedyną prawdziwą lub naturalną orientacją seksualną. Takie przypadki homofobii i bifobii są w dużej mierze takie same.
Inny bifobiczny pogląd twierdzi, że ludzie są monoseksualni, czyli wyłącznie homoseksualni (geje/lesbijki) lub heteroseksualni. W latach 80. badania nad seksualnością były zdominowane przez ideę, że heteroseksualność i homoseksualność były jedynymi „uzasadnionymi” orientacjami, i odrzucały biseksualność jako „wtórną homoseksualność”. W tym modelu osoby biseksualne miały być nieujawnionymi lesbijkami/gejami, udającymi osoby heteroseksualne, lub osobami (hetero lub homo) eksperymentującymi z seksualnością poza ich „normalnymi” zainteresowaniami.
Niektórzy akceptują teoretyczne istnienie biseksualności, ale definiują ją wąsko, jedynie jako pociąg do mężczyzn i kobiet w równym stopniu. Tak więc wiele osób biseksualnych o „nierównych” preferencjach z powodu powszechnej bifobii identyfikuje się jako homoseksualne lub heteroseksualne. Bliskim przejawem bifobii jest uznawanie istnienia biseksualności u kobiet, przy jednoczesnym zaprzeczeniu, że mężczyźni mogą być biseksualni.
Niektóre przypadki bifobii wiążą się z przekonaniem, że biseksualność jest jedynie trendem społecznym albo modą, a nie nieodłączną cechą osobowości. Aktywność seksualna osób tej samej płci bywa też uznawana za substytut seksu z członkami płci przeciwnej lub jako bardziej dostępne (np. w środowiskach segregowanych ze względu na płeć, takich jak więzienia) źródło satysfakcji seksualnej.
Bifobia jest powszechna w heteronormatywnym społeczeństwie, ale często pojawia się również wśród gejów i lesbijek, myślących, że osoby biseksualne są w stanie uniknąć dyskryminacji ze strony heteroseksualistów przez dostosowanie się do społecznych oczekiwań dotyczących wiązania się z osobami przeciwnej płci. Australijskie badanie przeprowadzone przez Roffee i Walinga w 2016 r. wykazało, że osoby biseksualne spotykają się z mikroagresjami, zastraszaniem i innymi zachowaniami antyspołecznymi ze strony społeczności lesbijek i gejów.

#### Twierdzenia, że biseksualni mężczyźni są homofobiczni
Jednym z przejawów (i przyczyn) bifobii w gejowskiej społeczności jest powszechny pogląd polityczny, że akceptacja gejów musi być powiązana z przekonaniem, że orientacja mężczyzn jest „wyspecjalizowana”, tj. musi być monoseksualna. To powoduje, że wielu członków społeczności gejowskiej myśli, że sam pomysł istnienia biseksualnych mężczyzn jest homofobiczny wobec gejów. Wielu biseksualnych mężczyzn wyraziło przekonanie, że przez takie postawy czują się zmuszeni do nieujawniania biseksualności i że jest to dla nich bardziej uciążliwe niż tradycyjna heteronormatywność.

#### Twierdzenie, że osoby biseksualne dostosowują się do heteronormatywności

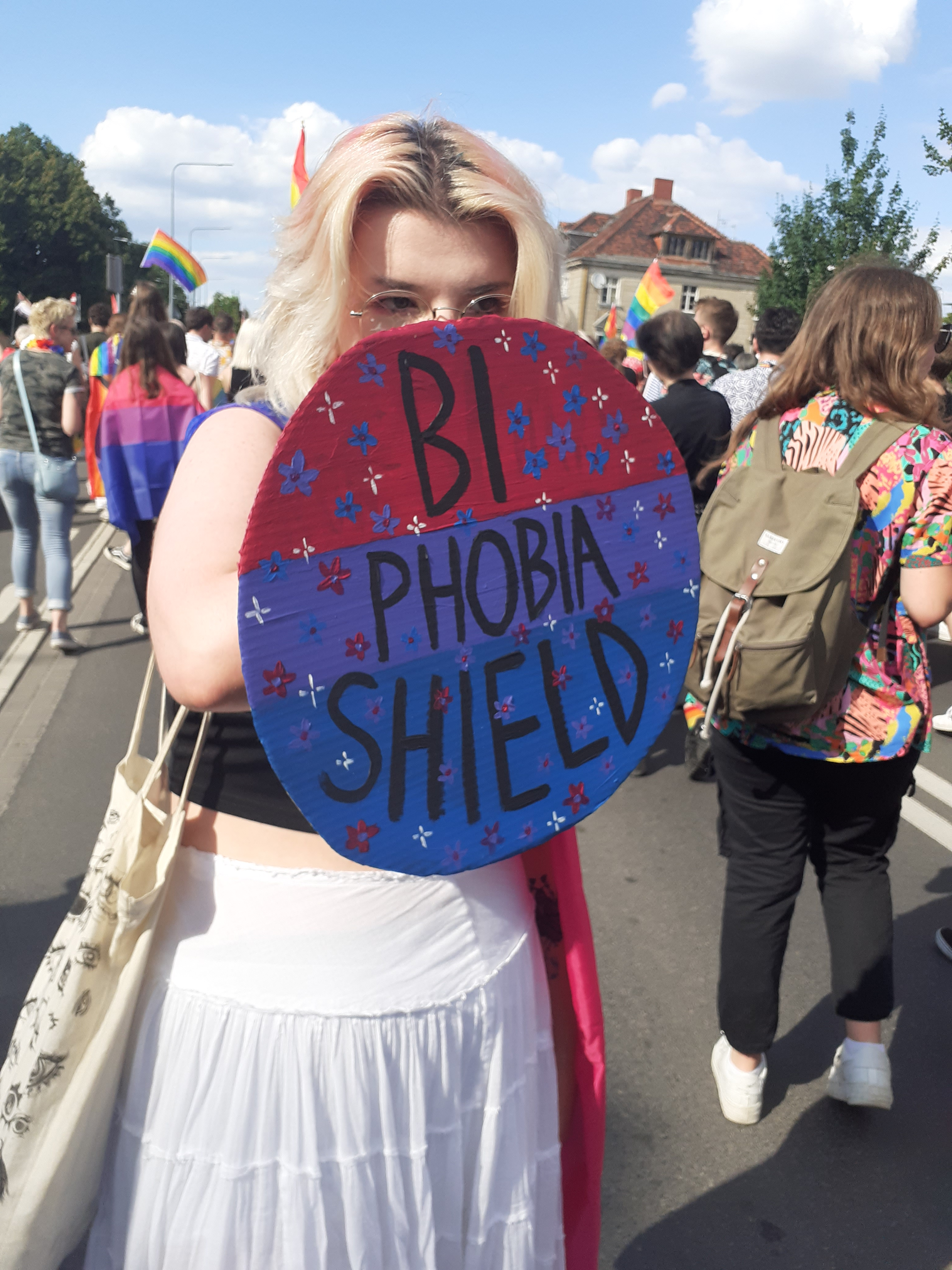
Hasło przeciwko bifobii niesione w trakcie marszu równości w Poznaniu w 2022

Inny popularny pogląd uznaje biseksualność za próbę dostosowania się osób homoseksualnych do społeczeństw heteronormatywnych. Jest to krytykowane przez osoby biseksualne i badaczy zajmujących się tematem, również dlatego, że wszystkie kraje, w których obowiązują przepisy dotyczące seksu między osobami tej samej płci, nakładają tę samą karę niezależnie od orientacji seksualnej. Wszelkie kraje, w których małżeństwa osób tej samej płci są nielegalne, nigdy nie zezwalają na małżeństwa między osobami tej samej płci seks bez względu na to, czy identyfikują się jako osoby biseksualne zamiast homoseksualne, a przepisy przeciwko „homoseksualnym” dawcom krwi niezmiennie zabraniają każdemu mężczyźnie, który uprawiał seks z innymi mężczyznami, oddawania krwi bez względu na identyfikację. Konkluzja tych badaczy jest taka, że identyfikacja jako biseksualna zamiast homoseksualnej nie ma korzyści społecznych, więc twierdzenie, że biseksualiści są homoseksualistami próbującymi przystosować się do społeczeństwa heteronormatywnego, jest po prostu fałszywe. Taka dwustronna dyskryminacja ze strony osób homo- i heteroseksualnych powoduje, że wielu biseksualistów ukrywa swoją orientację w jeszcze większym stopniu niż homoseksualiści ukrywają swoją seksualność, co prowadzi do nieszacowania rozpowszechnienia biseksualności.
Biseksualna niewidzialność to zjawisko opierające się na aktach pomijania, fałszowania lub ponownego tłumaczenia dowodów biseksualności w historii, środowisku akademickim, mediach i innych źródłach czasem aż do zaprzeczenia, że biseksualność istnieje.

### Negatywne stereotypy
Wiele stereotypów na temat osób biseksualnych wynika z biseksualnej niewidzialności. Ponieważ ta orientacja nie jest uznawana za ważną czy też nawet prawdziwą, osoby biseksualne są stereotypowe jako zdezorientowane, niezdecydowane, niepewne, eksperymentujące lub „po prostu przechodzące fazę”.
Skojarzenie biseksualności z rozwiązłością wynika z szeregu negatywnych stereotypów na temat osób biseksualnych jako niestabilnych umysłowo lub społecznie, dla których stosunki seksualne tylko z mężczyznami, tylko z kobietami lub tylko z jedną osobą naraz nie wystarczą. Te stereotypy mogą wynikać z kulturowych założeń, że „mężczyźni i kobiety są tak różni, że pragnienie jednego jest zupełnie inne niż pragnienie drugiego” (wynikających z heteroseksizmu) i że „werbalizacja pożądania seksualnego nieuchronnie prowadzi do próby jego zaspokojenia”.
W rezultacie osoby biseksualne mogą być stygmatyzowane z powodu oskarżeń o zdradę partnerów, prowadzenie podwójnego życia, i szerzenie chorób przenoszonych drogą płciową, takich jak HIV/AIDS. Dzieje się tak pomimo faktu, że osoby biseksualne są tak samo zdolne do monogamii lub monogamii seryjnej jak osoby hetero- i homoseksualne.

## Efekty
Wpływ bifobii na zdrowie psychiczne i seksualne osób biseksualnych jest bardzo szeroki. Bifobia prowadzi często do rozpoznania problemów zdrowia psychicznego, takich jak niska samoocena i poczucie własnej wartości. Te zaburzenia i naciski na „wybór” tożsamości seksualnej mogą w wielu przypadkach prowadzić do depresji, ponieważ osoby biseksualne mogą czuć, że żyją w kulturze, która nie uznaje ich istnienia.
Powszechna bifobia zwiększa też wśród osób prześladowanych skłonność do zachowań ryzykownych – badanie opublikowane w Journal of Bisexuality wykazało, że kobiety biseksualne w badanej grupie (kobiet wysokiego ryzyka) częściej angażują się w różne zachowania wysokiego ryzyka i są bardziej narażone na ryzyko zarażenie się wirusem HIV i innymi chorobami przenoszonymi drogą płciową.